# جيرترود ميلي دورتزكي
جيرترود ميلي دورتزكي (بالإنجليزية: Gertrud Meili-Dworetzki)‏ (1912 في دانزيغ -9 أبريل 1995 في برن) كانت عالمة نفسية سويسرية.

## الحياة
بعد عام 1933، درست علم النفس في برن وجنيف. قامت دوريتزكي بالبحث في العلاقة بين علم النفس والفلسفة وتعزيزها في العديد من المقالات والكتب المتخصصة. بعد أن تم تعيين زوجها ريتشارد ميلي، في كرسي علم النفس في جامعة برن في عام 1949، أصبحت زميلة له. كما ترجمت من اللغتين الإنجليزية والفرنسية.